# Ерих Србек
Ерих Србек (4. јун 1908. — 24. фебруар 1973) био је чешки фудбалер. Играо је за неколико клубова, укључујући Праху, Спарту из Прага и Викторију из Жижкова.
За репрезентацију Чехословачке одиграо је 14 утакмица и био је учесник Светског првенства у фудбалу 1934.
Србек је касније радио као фудбалски тренер.